# Relazioni internazionali di Nauru
Le relazioni internazionali di Nauru sono l'insieme di rapporti diplomatici ed economici intrattenuti da tale Stato con il resto del mondo.

## Organizzazioni internazionali
Nauru è membro a pieno titolo delle Nazioni Unite, del Commonwealth, dell'Asian Development Bank, dell'Alleanza dei Piccoli Stati Insulari, dal Gruppo degli Stati dell'Africa dei Caraibi e del Pacifico, del Comitato Olimpico internazionale e molte altre.

## Relazioni bilaterali
Lista di Stati con cui Nauru intrattiene relazioni bilaterali:
- Australia
- Austria
- Belgio
- Bielorussia
- Bosnia ed Erzegovina
- Bulgaria
- Canada
- Cile
- Città del Vaticano
- Cipro
- Corea del Sud
- Cuba
- Egitto
- Emirati Arabi Uniti
- Figi
- Filippine
- Francia
- Germania
- Giappone
- Grecia
- India
- Indonesia
- Isole Marshall
- Isole Salomone
- Israele
- Italia
- Kiribati
- Macedonia del Nord
- Malaysia
- Maldive
- Micronesia
- Norvegia
- Nuova Zelanda
- Paesi Bassi
- Palau
- Papua Nuova Guinea
- Regno Unito
- Russia
- Samoa
- Singapore
- Spagna
- Stati Uniti
- Sudafrica
- Svizzera
- Tonga
- Turchia
- Tuvalu
- Vanuatu

Intrattiene relazioni diplomatiche anche con l'Unione europea.